# Хохлов, Олег Игоревич
Олег Игоревич Хохлов — российский металлург, генеральный директор объединения «Уфалейникель» (1985—1993).

## Биография
Родился в 1949 в городе Каменск-Уральский Свердловской области.
Окончил Уральский политехнический институт (1971), инженер-металлург.
С 1971 г. работал на Режском никелевом заводе в должностях мастера, старшего мастера, заместителя начальника плавильного цеха, начальника электротермического цеха. Разработал и внедрил технологию переработки лома отходов цветных металлов, что позволило заводу из планово-убыточного стать рентабельным предприятием.
В 1983 по решению Министра цветной металлургии переведён на комбинат «Североникель» и назначен начальником медеплавильного цеха. Принял участие во внедрении технологии вдувания медного концентрата в струе кислорода в конвертер с получением черновой меди.
В 1985 году назначен директором Уфалейского никелевого комбината, который вскоре был преобразован в объединение «Уфалейникель», а Хохлов стал его генеральным директором (1985—1993). В период его руководства в тайге построен Серовский никелевый карьер, для работников построено 840 квартир. Предприятие стабильно выполняло государственные планы и наращивало объёмы производства.
Автор и соавтор 62 научно-технических публикаций и 16 авторских свидетельств на изобретения. Главный редактор сборника «Уфалей — родина Советского никеля», посвященного 60-летию отечественной никелевой промышленности. Кандидат технических наук. Изобретатель СССР. Иностранный член Российской Академии инженерных наук.
В настоящее время проживает в США и занимается биржевой торговлей.
В 2016 по решению депутатов Верхнего Уфалея на доме, где он жил, установлена мемориальная доска.
В 2020 отметил 50 лет супружеской жизни с Хохловой Галиной Геннадьевной. Трое детей, 6 внуков.